# Niederfüllbach
Niederfüllbach è un comune tedesco di 1 669 abitanti, situato nel land della Baviera.